# Заворушення в Йоганнесбурзі 2019 року
Заворушення в Йоганнесбурзі відбулися протягом декількох днів з 1 по 5 вересня 2019 року, що призвело до загибелі щонайменше семи людей. Повстання були ксенофобними за своєю природою, націленими на іноземних громадян з решти Африки, особливо з Нігерії. Зараз[коли?] південноафриканські бренди стикаються з помстою, оскільки їхні магазини закриті в інших країнах Африки, таких як Нігерія та Замбія.
Південноафриканський інститут расових відносин заявив, що заворушення були схожими за своїм характером та походженням з ксенофобськими заворушеннями 2008 року, які також відбулися в Йоганнесбурзі.
Сутички відновилися 8 вересня 2019 року, коли маршируючи по центральному діловому району, протестувальники грабували магазини, закликаючи іноземців їхати геть з країни.

## Сутички
1 вересня 2019 року в Джеппстауні та Йоганнесбурзькому бізнес-центрі спалахнули заворушення та грабежі, націлені на крамниці, що належать іноземним громадянам, після смерті водія маршрутки, вбитого нібито за спробу зупинити наркодилерів. До 3 вересня близько 189 людей були заарештовані поліцією за грабежі, а також була підтверджена смерть п'яти людей, розкрадання поширилося на містечко Олександра. Близько 50 підприємств, які переважно належать африканцям (більшість з яких були нігерійцями)[джерело?] з решти континенту, як повідомляється, були знищені або пошкоджені під час інциденту. Мечеть, розташована в торговому центрі Джозі, була атакована, а копії Корану були осквернені, в той час, як кожен магазин в торговому центрі був розграбований. У Катлхонгу мешканці міста поставили загородження на дорогах, перш ніж пограбувати торговий центр «Сонтонга», заявили в поліції Гаутенга.
Двох людей застрелили за спробу розграбування магазинів, серед них один південноафриканець, на ім'я Ісаак Себаку в Коронейшналвілл власник сомалійських магазинів, який був заарештований, а інша особа в місті Кросбі. Прем'єр-міністр Гаутенга Девід Махура підтвердив, що південноафриканця застрелили через інцидент мародерства. Міністр поліції Бхекі Селе заявив, що власником магазину є пакистанець.
News24 повідомляє, що поліція підтвердила, під час заворушень у Брікстоні та Софіятауні було застрелено двох південноафриканців, а зімбабвійський охоронець був застрелений у Хіллброу. Ще дві жертви невідомої національності загинули в Хіллброу та Джеппстаун. Селе підтвердив, що було зареєстровано п'ять вбивств — два у Коронавіллі, два у Хіллброу та одне у Джепптаун. У магазинах, спалених грабіжниками в Александрі, було вилучено два обвуглені трупи.
5 вересня поліція провінції заарештувала 74 особи у Катлхонгу під час грабежів та заворушень, кількість арештів — 497. Під час заворушень загинуло 11 осіб, хоча, як відомо, лише 7 смертей були спричинені безпосередньо через заворушення.Південноафриканські злочинці в Катлхонгу побили Ісаака Сітола, зімбабвійця. Його сестра стверджувала, під час підпалу також загинула дитина.
Після відновлення заворушень 8 вересня лідер зулу Мангосуту Бутелезі виступив з промовою, закликаючи до спокою та припинення насильства. Одна людина загинула, а п'ятеро постраждали під час протестів південноафриканців проти іммігрантів в Йоганнесбурзі, 16 людей заарештовано.
Ще одна людина була застрелена в Малверні під час насильства, що збільшило кількість загиблих до 12. Поліція заявила, що з початку заворушень було заарештовано 640 осіб. За підсумками заворушень було заарештовано понад 680 осіб.

## Страйк далекобійників
Безлади припали на загальнодержавні страйки водіїв вантажівок, які виступали проти зайнятості далекобійних автоперевізників. Це також зійшлося з публікацією заяви Human Rights Watch про те, що з березня 2018 року в Південній Африці загинули понад 200 людей (переважно водії іноземних вантажівок)

Під час заворушень в провінції Квазулу-Наталь було здійснено напад на водіїв вантажних автомобілів.

## Реакція
У відповідь Футбольна асоціація Замбії (FAZ) скасувала міжнародний футбольний матч проти Південної Африки, який не відбувся в Замбії через «головні питання безпеки в Південній Африці». Магазин Pick n Pay (мережа супермаркетів у Південній Африці) штурмували в Замбії після заворушень у Південній Африці.
Уряд Ботсвани видав рекомендації щодо подорожей та попередження своїм громадянам після смертельних заворушень, спрямованих на іноземців.
Південноафриканська громадська організація Right2Know заявила, що ксенофобія та наслідки заворушень були результатом «ксенофобського популізму», який підтримували південноафриканські політики, такі як Гудвіл Цвелітіні, Герман Машаба та президент Сиріл Рамафоса. Ряд південноафриканських знаменитостей, такі як Надія Накай, Манака Ранака та Касспер Нювест, також публічно критикували ксенофобію та наслідки бунтів.

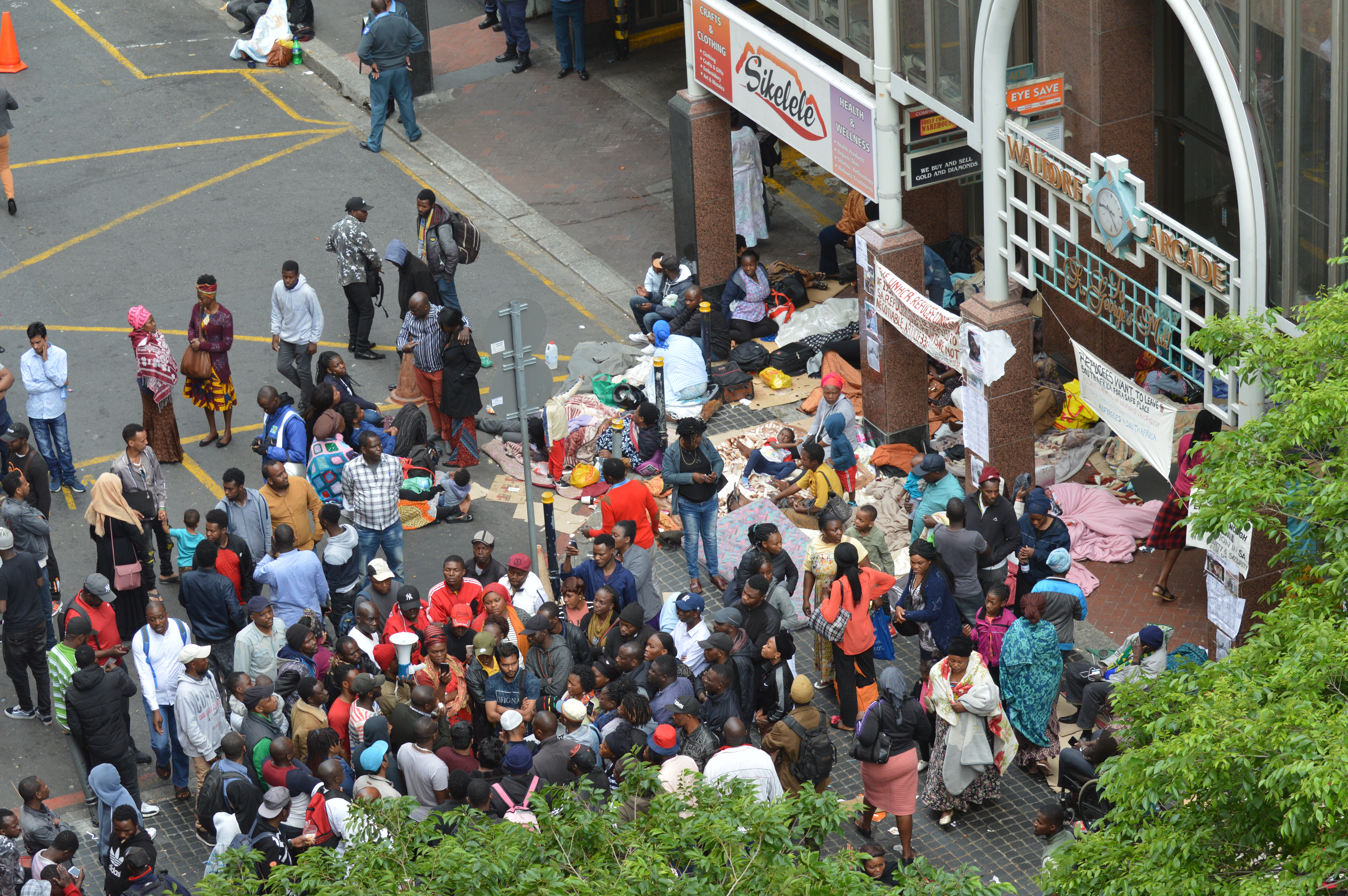
Іноземні громадяни на шостий день сидячого протесту під офісом Організації Об'єднаних Націй у справах біженців в Кейптауні. Розміщені ними банери закликають ООН заплатити за переїзд до інших країн, щоб уникнути ксенофобії в Південній Африці.

### Нігерія
У Нігерії всі магазини та сервісні центри, що експлуатуються південноафриканською телекомунікаційною компанією MTN, були тимчасово закриті після нападів на компанію та заворушення в Південній Африці. Інші південноафриканські компанії також тимчасово призупинили торгівлю, оскільки Multichoice і Shoprite також припинили свою діяльність. Нігерійська художниця Тіва Савадж заявила у Twitter, що скасує виступи в Південній Африці на знак протесту проти заворушень. Після заворушень президент Нігерії Мухаммаду Бухарі викликав Верховного комісара Південної Африки, щоб передати свою стурбованість інцидентом президенту Південної Африки Рамафосі. Уряд Нігерії також скасував свою участь в Африканському економічному форумі, який повинен був відбутися в Кейптауні, в солідарність із заворушеннями, і закрив своє посольство в Південній Африці, посилаючись на проблеми безпеки.
Керівна партія Нігерії, Загальний прогресивний конгрес, виступила за націоналізацію південноафриканського бізнесу в помсту за напади на нігерійських громадян. Південноафриканські дипломатичні представництва в Абуджі та Лагосі були закриті через погрози насильства.